# Armancourt (Oise)
Armancourt település Franciaországban, Oise megyében. Lakosainak száma 531 fő (2022. január 1.). Armancourt Jaux, Lacroix-Saint-Ouen és Le Meux községekkel határos.

## Népesség
A település népességének változása:
| Lakosok száma | 559  | 561  | 568  | 563  | 555  | 547  | 539  | 535  | 531  |
|               | 2013 | 2015 | 2016 | 2017 | 2018 | 2019 | 2020 | 2021 | 2022 |